# Lebeau-Cordier
Lebeau-Cordier war ein französischer Hersteller von Automobilen.

## Unternehmensgeschichte
Das Unternehmen aus Courbevoie begann 1920 mit der Produktion von Automobilen. Der Markenname lautete Éclair. 1923 endete die Produktion. Es bestand keine Verbindung zu Automobiles Éclair aus Paris.

## Fahrzeuge
Das einzige Modell war ein Cyclecar. Für den Antrieb sorgte ein Zweizylindermotor in V-Form von Anzani. Der Motor war vorne im Fahrzeug montiert und trieb über eine Kardanwelle die Hinterachse an. Der Hubraum betrug 987 cm³ mit 85 mm Bohrung und 87 mm Hub. Die Motorleistung war mit 7 HP angegeben. Die Fahrzeuglänge betrug 2000 mm bei einer Breite von 960 mm. Das Gesamtgewicht betrug 175 kg. Die Reifen hatten einen Durchmesser von 650 mm und eine Breite von 65 mm. Der Preis lag bei 4.500 bis 4.750 Franc je nach Ausführung.